# Kunitaka Sueoka
Kunitaka Sueoka (n. 1 februarie 1917, Hiroshima, Japonia – d. 10 noiembrie 1998) a fost un fotbalist japonez.

## Statistici
| Japonia | Japonia | Japonia |
| An      | Meciuri | Goluri  |
| ------- | ------- | ------- |
| 1940    | 1       | 0       |
| Total   | 1       | 0       |